# Santi Lorenzo e Agata

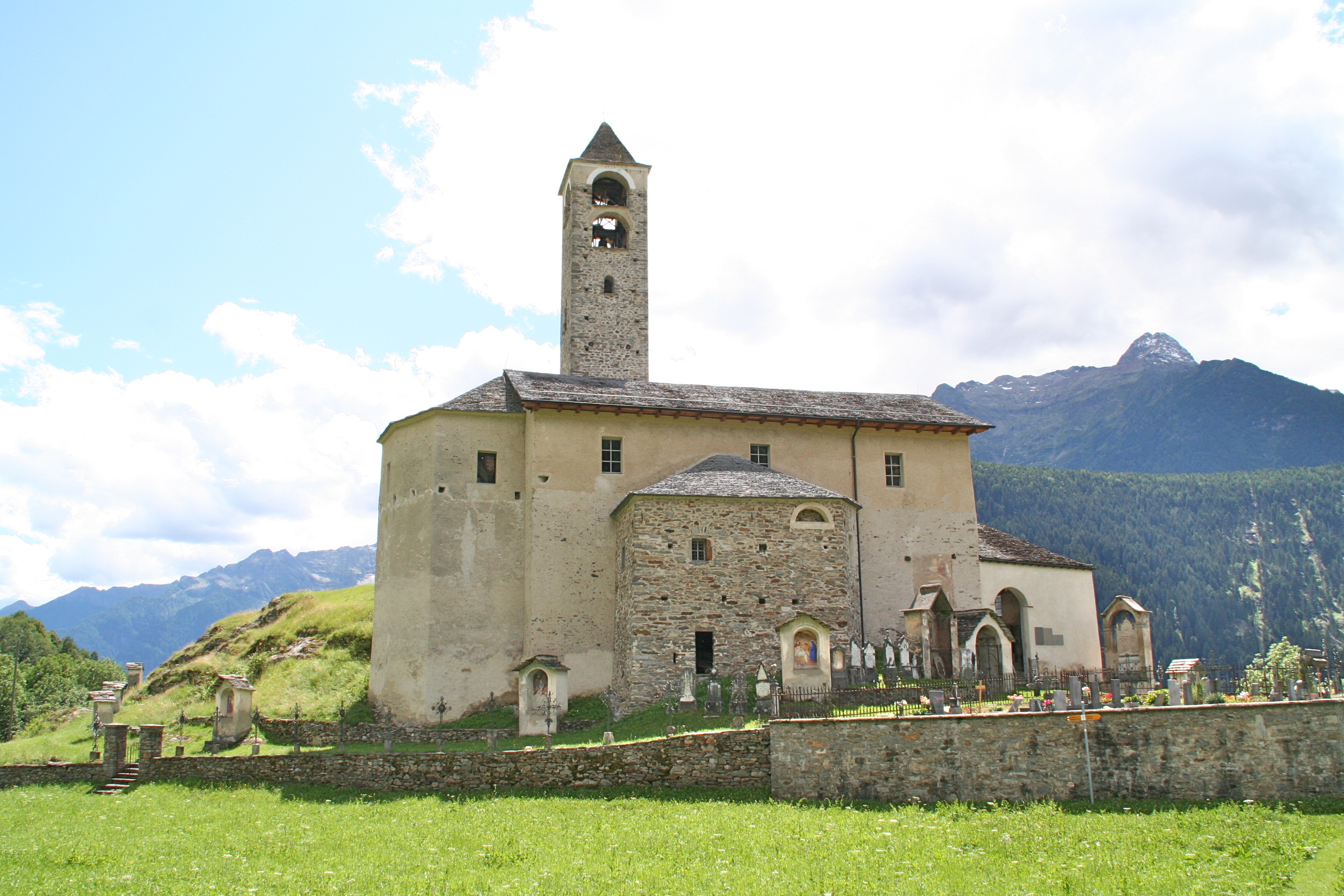
Ansicht vom Dorf

Die katholische Pfarrkirche Santi Lorenzo e Agata steht im Süden des Dorfes Rossura auf einem kleinen Hügel. Rossura ist eine Fraktion von Faido im Kanton Tessin in der Leventina.

## Geschichte
Die erste urkundliche Erwähnung der heute einschiffigen Kirche stammt aus dem Jahr 1247. Das Doppelpatrozinium lässt vermuten, dass ein romanischer Vorgängerbau zweischiffig war. Von ihm hat sich an der Nordwand ein Stück erhalten, wo oberhalb des 1894 angebauten Beinhauses Reste eines Christophorusbildes erhalten geblieben sind. 2006 wurde es restauriert.

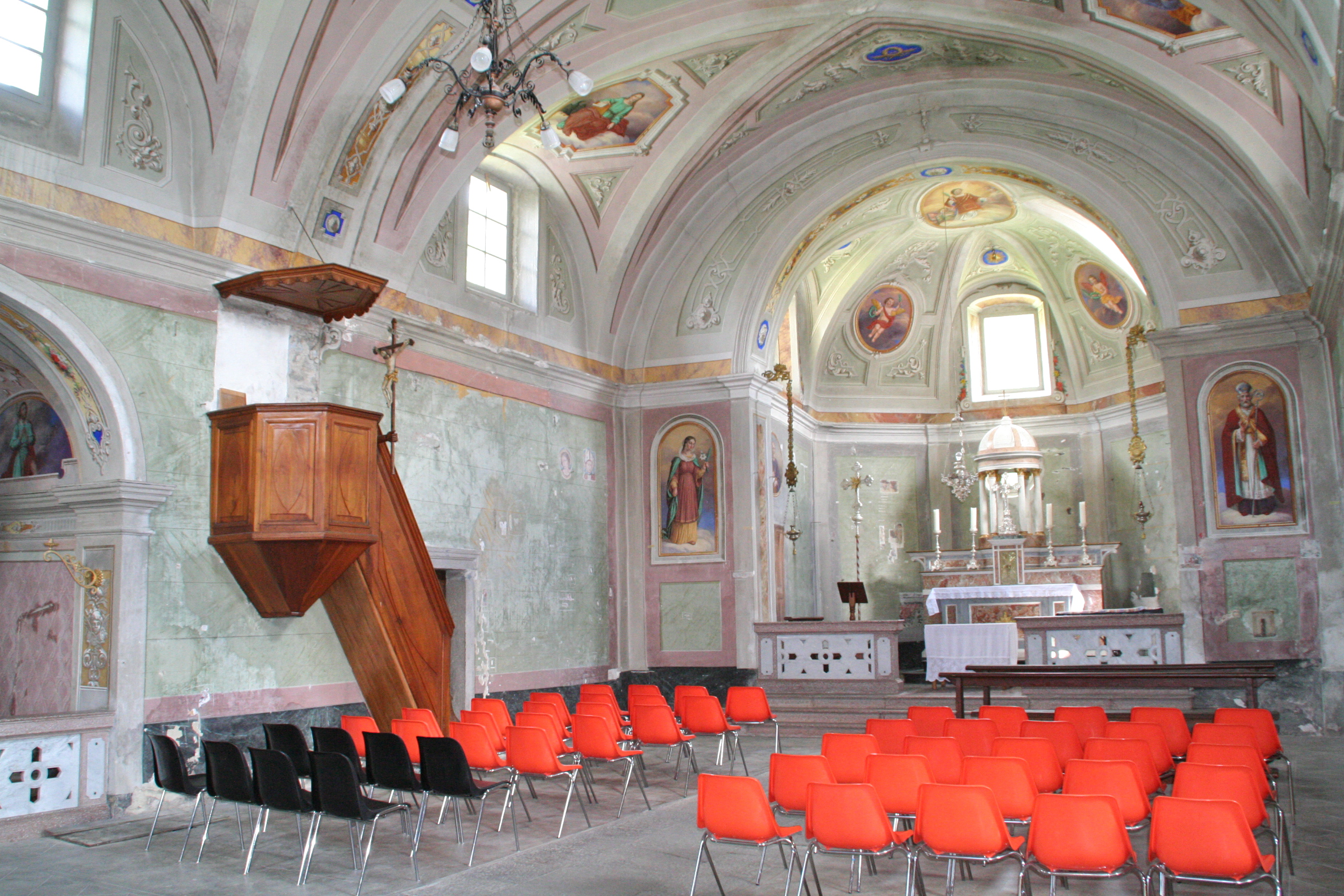
Innenraum

Die Ausmasse der ersten Kirche betrugen nur ein Viertel des heutigen Gebäudes. Im 15. Jahrhundert wurde es bis zum Chor erweitert. Der heutige Bau mit eingezogenem Polygonalchor und Seitenkapellen entstand im 16. Jahrhundert. Die flache Holzdecke wurde im 18. Jahrhundert durch Kreuzgewölbe im Schiff und ein Tonnengewölbe im Chor ersetzt. Das Vordach vor dem Portal an der Westseite entstand im 17. Jahrhundert.
Der Kreuzweg, der um den Kirchenhügel führt, stammt aus der zweiten Hälfte des 17. Jahrhunderts.
1911, 1948 und 1964 wurde die Kirche restauriert. Weitere umfangreiche Restaurierungen wurden von 2003 bis 2005 von den Tessiner Architekten Pia Durisch und Aldo Nolli durchgeführt. Der obere Teil des Innenraums der Kirche ist in gutem Zustand. Die unteren Wände sind stark renovierungsbedürftig.

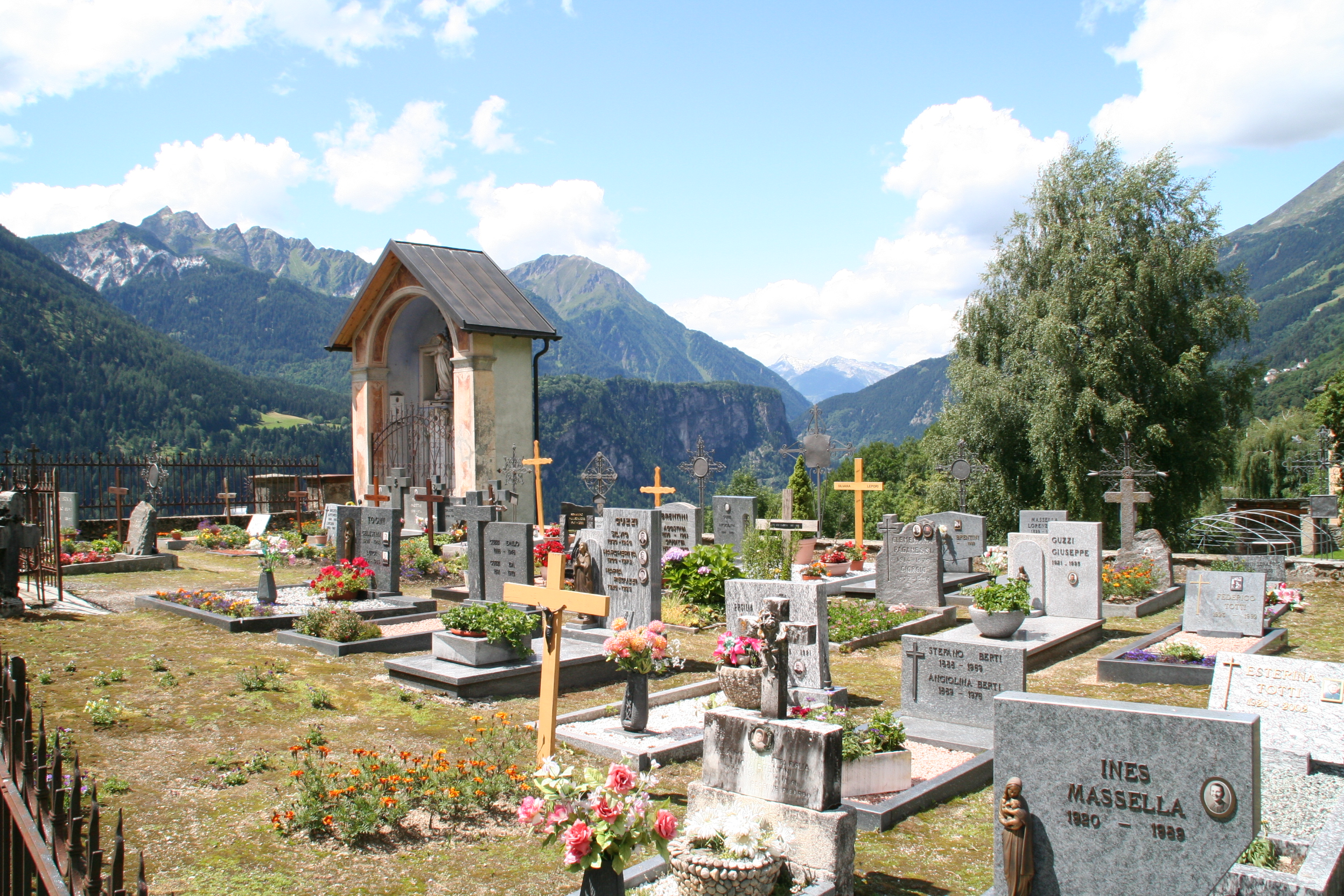
Friedhof
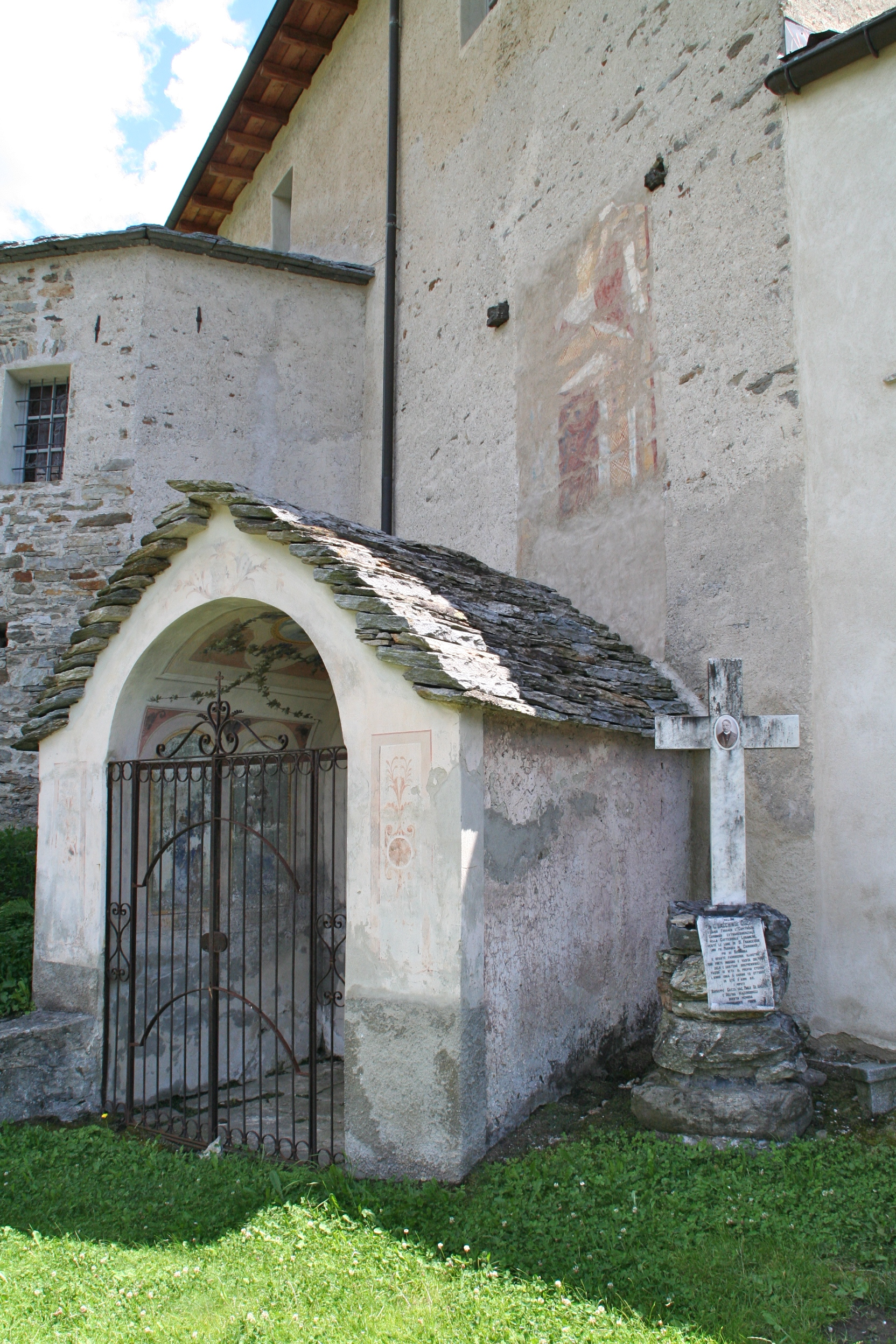
Beinhaus unterhalb des Cristophorusbildes

## Malereien

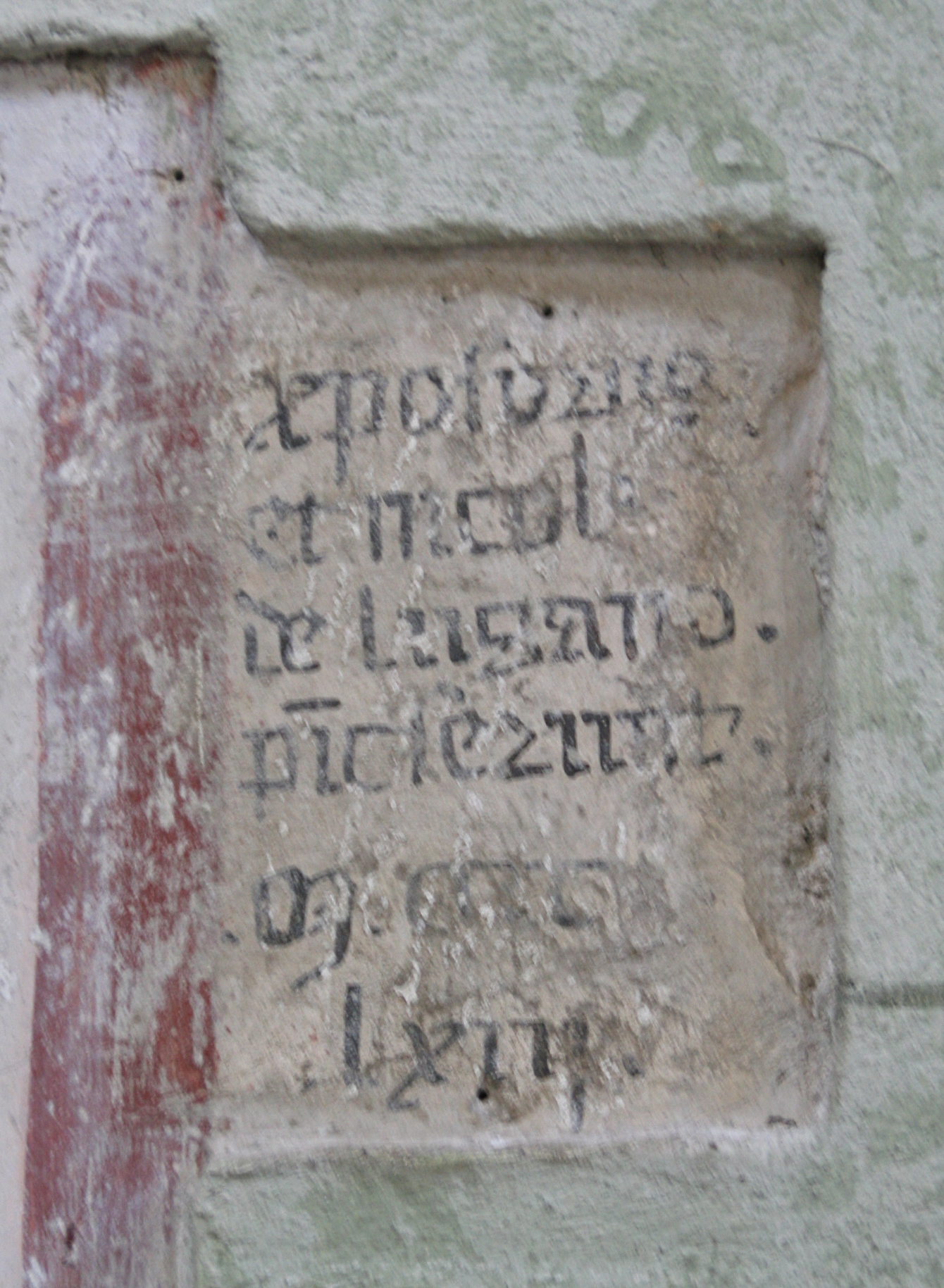
Inschrift der Brüder Seregno

Die Fresken im Innern der Kirche stammen aus verschiedenen Epochen. Die Bilder links und rechts des Eingangs stammen von Cristoforo und Nicolao da Seregno. Rechts des Portals sind die Heiligen Rochus, Sebastian und Girolamo abgebildet. Rechts oben haben sie eine Inschrift hinterlassen: Xpoforos (Cristoforo) et Nicola da Lugario pixerunt MCCCCLXIII (1463). Auf der linken Seite sind Maria Magdalena und der Heilige Laurentius (?) abgebildet.
Das grosse Fresko eines unbekannten Malers an der Nordwand ist gut erhalten. Es stammt aus dem 14. Jahrhundert wurde anlässlich der Restaurierung von 1964 entdeckt. Unter einem Abendmahl sind links die Heiligen Girolamo, Martin und Chiara (?) abgebildet, in der Mitte eine Geisselungsszene und rechts die Heiligen Bernhard und Ambrosius.
Unter diesen Bildern sind weitere Malereien aus dem 12. oder 13. Jahrhundert. Auf der rechten Seite sind Reste davon sichtbar. Weiter vorne sind zwei Köpfe von Heiligen erhalten, auf der gegenüberliegenden Seite Reste von Renaissancemalereien, alles aus der Mitte des 16. Jahrhunderts.
Die grüne Marmorimitation und die neueren Bilder wie die Abbildung der Heiligen Ambrosius und Agata auf beiden Seiten des Altars stammen von den Malern Calgari aus dem benachbarten Dorf Osco aus der Zeit um 1875. Auffallend ist die täuschend echt gemalte Holztür auf der linken Chorseite.

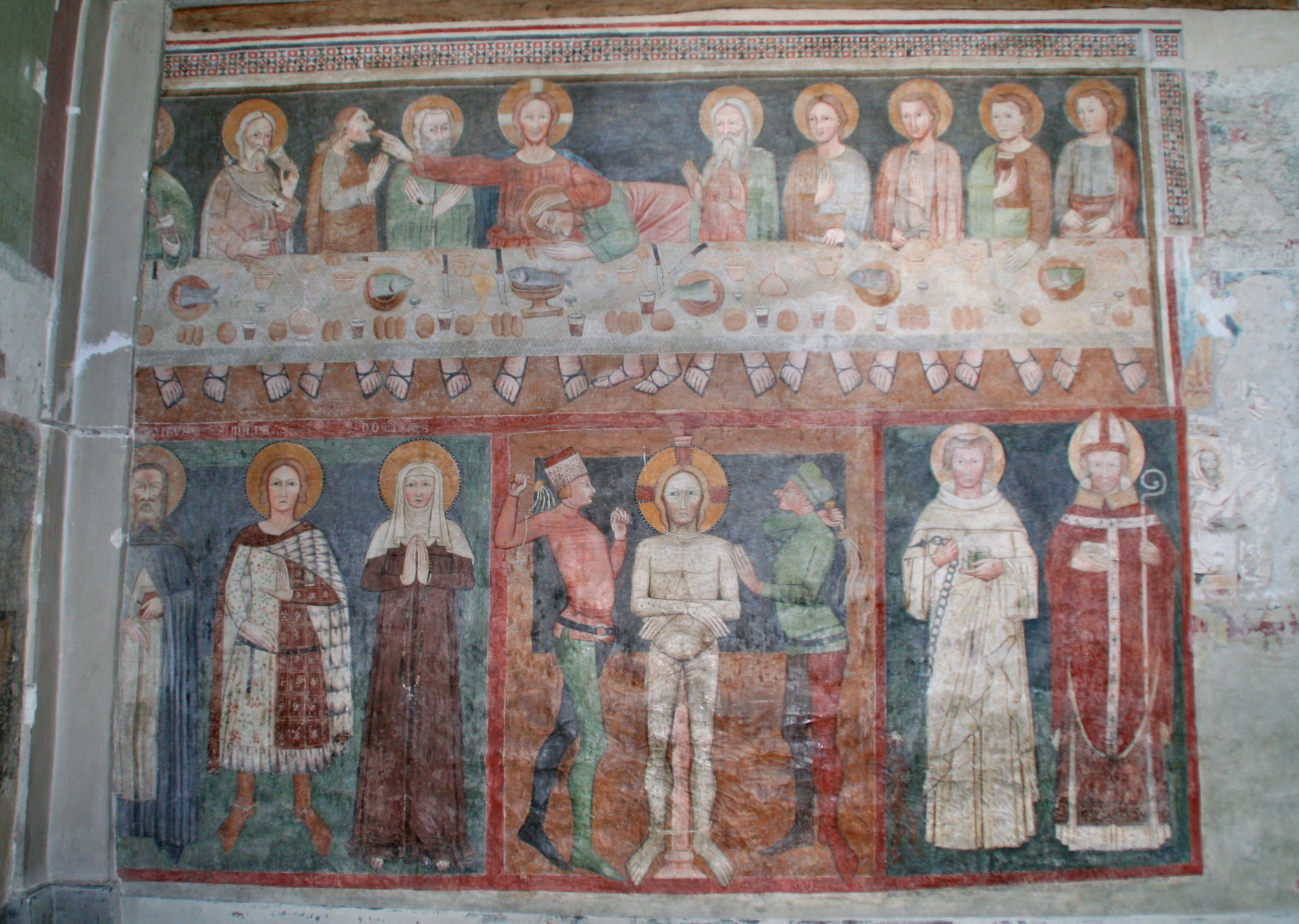
Fresko an der Nordwand
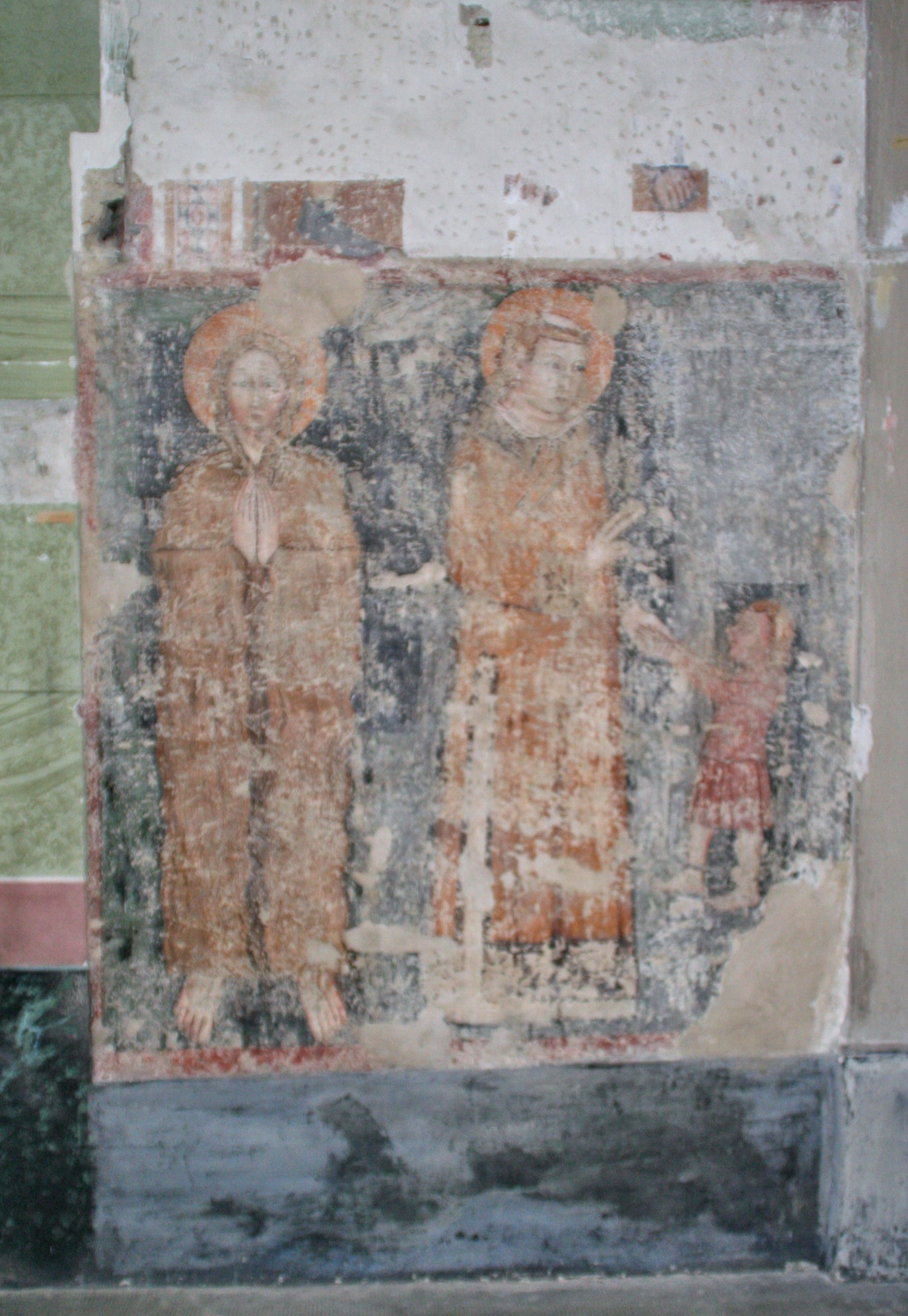
Bilder von Cristoforo und …
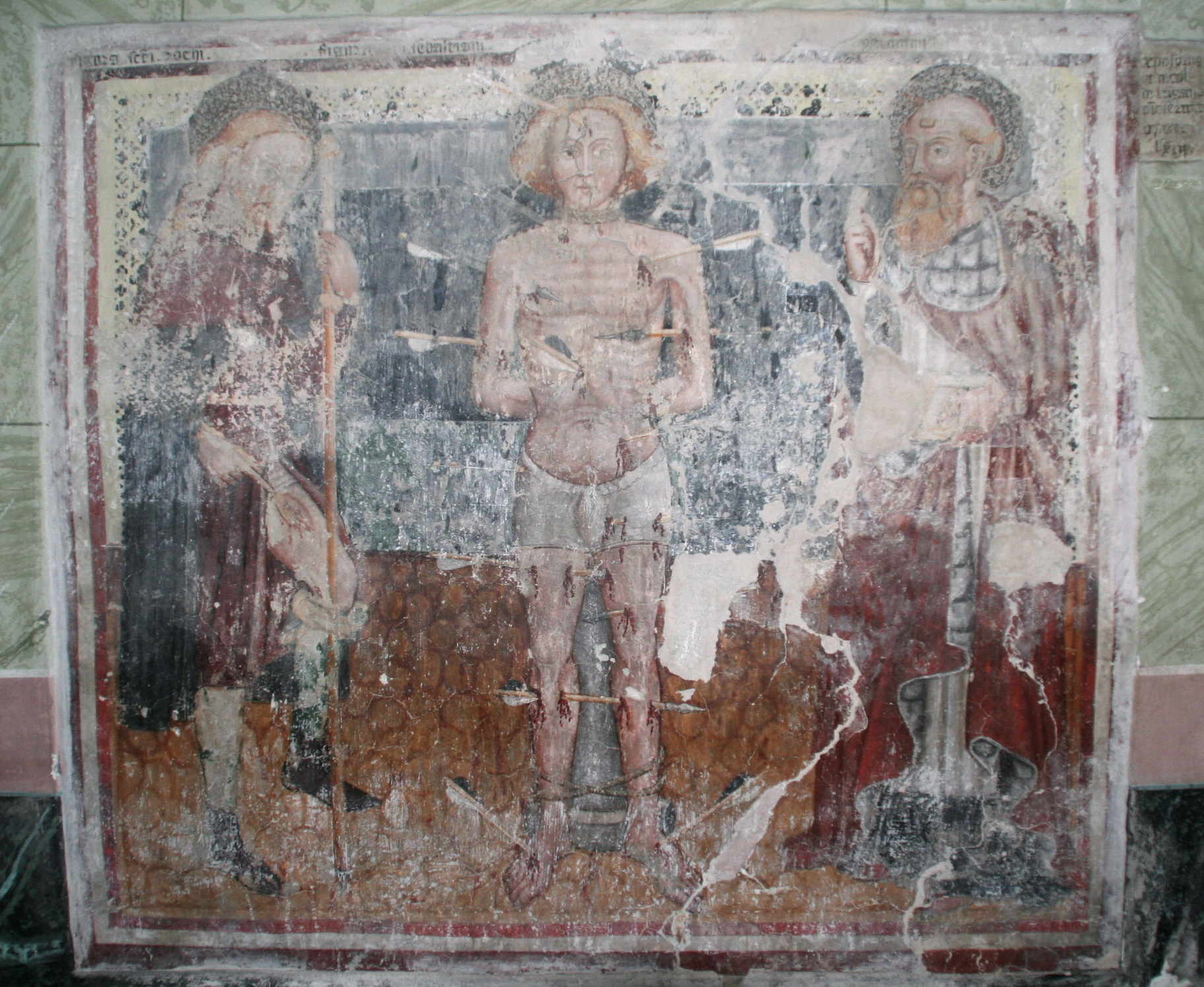
… Nicolao da Seregno
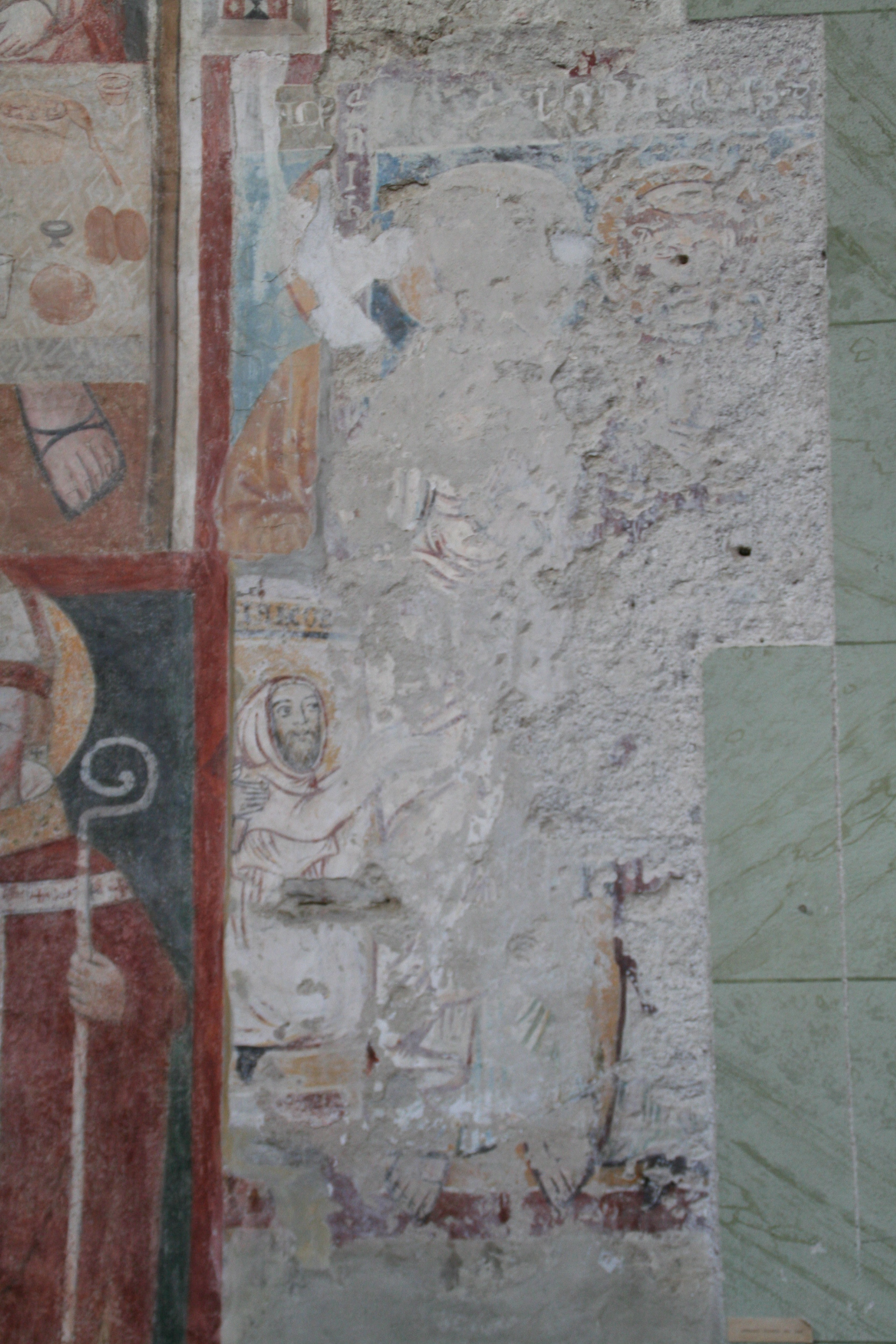
Reste von alten Malereien
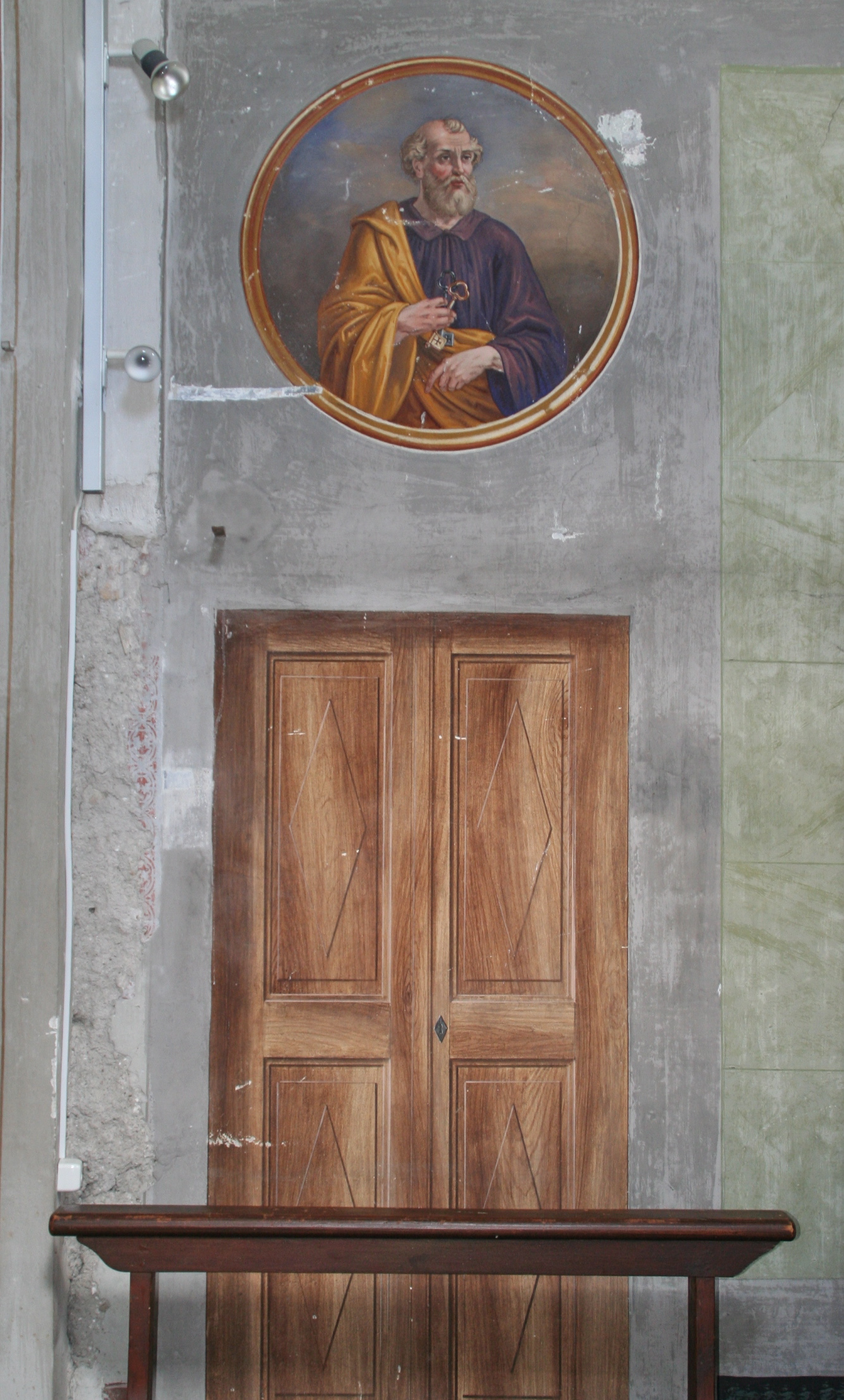
Gemalte Türe im Chor